# Školjić (Orjule)
Koordinati:   44°28′57″N, 14°33′48″E
Školjić je majhen nenaseljen otoček v Jadranskem morju. Pripada Hrvaški.
Otoček, ki ima površino manjšo od 0,01 km², leži v Kanalu Orjule ZJZ od rta Glavičina na otočku Male Orjule. 